# Friedrich von Poll
Friedrich von Poll (* 28. Februar 1902 in Arensburg auf Ösel; † 1983) war ein deutscher Wirtschaftsvertreter und Politiker (vor 1945 Deutsche Zentrumspartei, nach 1945 Mitbegründer der CDU Hamburg).

## Familie
Friedrich von Poll wurde am 28. Februar 1902 im baltischen Arensburg auf Ösel geboren. Sein Vater Odert von Poll (1869–1935) war dort Landrat der Öselschen Ritterschaft und Erbherr zu Medel. Am 30. März 1932 heiratete er Maruscha Freiin von Brandenstein (1906–1968).

## Leben
Von Poll studierte Volkswirtschaftslehre an den Universitäten Halle, Würzburg und Lausanne. Während seines Studiums in Würzburg schloss er sich der zu dieser Zeit in Würzburg wiederbegründeten Studentenverbindung Société d’Étudiants Germania Lausanne an. 1925 schloss er sein Studium mit dem Diplom in Volkswirtschaftslehre ab und wurde 1926 mit seiner Dissertation unter dem Titel Das Kulturautonomiegesetz der Republik Estland und seine Bedeutung für das europäische Minderheitenproblem an der Universität Würzburg zum Dr. rer pol. promoviert. Anschließend war er als Schriftleiter und Mitarbeiter verschiedener Tageszeitungen tätig. Er war bis zu deren Auflösung im Jahr 1933 Mitglied der Deutschen Zentrumspartei. Von 1924 bis 1934 war er Referent der Hauptgemeinschaft des deutschen Einzelhandels. Anschließend war er von 1935 bis 1938 Geschäftsführer der Wirtschaftsgruppe Einzelhandel und von 1938 bis 1945 Geschäftsführer der Reichsgruppe Handel und der Wirtschaftsgruppe Außenhandel.
Nach 1945 gehörte von Poll zu den Gründungsmitgliedern der CDU in Hamburg und war eine führende Persönlichkeit des Zonenbeirats der britischen Zone. Im März 1946 wurde er in Hamburg neben Paul Otto und Konrad Adenauer zum Stellvertreter der CDU für die britische Zone im Zonenbeirat in Hamburg gewählt.
Von 1945 war er bis 1946 außerdem geschäftsführendes Mitglied des Wirtschaftsrates Nord und von 1946 bis 1962 Hauptgeschäftsführer der Industrie- und Handelskammer Koblenz. Seit 1947 war er außerdem Hauptgeschäftsführer der Arbeitsgemeinschaft rheinland-pfälzischer Industrie- und Handelskammern.
Darüber hinaus war von Poll Vorstandsmitglied der Gesellschaft für Regionale Strukturpolitik in Bonn und Mitglied des Außenwirtschaftsausschusses des Deutschen Industrie- und Handelstages, Bonn.

## Schriften
- Das Kulturautonomiegesetz der Republik Estland und seine Bedeutung für das europäische Minderheitenproblem. Dissertation, Universität Würzburg, 1926
- Max Auerbach, Friedrich von Poll: Der Schutz des Ladenmieters im bürgerlichen Recht – Denkschrift der Hauptgemeinschaft des deutschen Einzelhandels. Berlin, Hauptgemeinschaft d. dt. Einzelhandels 1929
- Joachim Tiburtius, Alfred Gürtler, Friedrich von Poll: Mensch oder Maschine in der Warenverteilung? – ein Beitrag zur Automatenfrage. Hamburg 1932
- Figuren und Perspektiven. Historische Miniaturen aus Nord-Europa. – Hannover-Döhren, Verlag Harro von Hirschheydt, 1967